# Campionatul European de Handbal Masculin
Campionatul European de Handbal Masculin este competiția oficială pentru echipele naționale de handbal masculin de seniori din Europa și are loc o dată la doi ani, începând din 1994, în anii pari dintre Campionatele Mondiale. Pe lângă încoronarea campionilor europeni, turneul servește și ca turneu de calificare pentru Jocurile Olimpice și Campionatul Mondial. Cea mai titrată echipă este Suedia, care a câștigat cinci titluri. Spania, însă, a câștigat cele mai multe medalii, nouă.

## Istorie
În 1946, Federația Internațională de Handbal a fost fondată de opt națiuni europene și, deși națiunile non-europene au concurat la Campionatele Mondiale, medaliile au fost întotdeauna cucerite de națiunile europene În 1991 este fondată Federația Europeană de Handbal. În același timp (1995), Campionatul Mondial a fost schimbat de la un eveniment cvadrienal la unul bianual, iar Federația Europeană de Handbal a început acum propriul campionat - care a acționat, de asemenea, ca un calificator regional pentru Campionatul Mondial.
1990
Articole principale: Campionatul European de handbal masculin din 1994, Campionatul European de handbal masculin din 1996 și Campionatul European de handbal masculin din 1998
Primul campionat a avut loc în Portugalia, în iunie 1994. Națiunea gazdă nu reușise să se califice la niciun Campionat Mondial până atunci, și a terminat pe locul 12, ultimul, după ce a pierdut toate cele șase meciuri, inclusiv 21-38 cu România în meciul de baraj pentru locul 11. Suedia a devenit prima campioană europeană după ce a învins Rusia cu 34-21 în finală, cea mai grea înfrângere suferită de Rusia în istoria sa internațională. Ambele echipe trecuseră prin turneu fără înfrângere, dar contraatacurile Suediei au devenit cheia în finală; au marcat 14 din cele 34 de goluri din contraatac. Mijlocașul suedez Magnus Andersson a fost desemnat cel mai bun jucător al evenimentului, iar fundașul stânga rus Vasili Kudinov a fost cel mai bun marcator, cu 50 de goluri.
Doi ani mai târziu, campionatul s-a mutat în Spania, cu același format. De data aceasta, nicio echipă nu a trecut de faza grupelor fără să cedeze puncte, dar Rusia și Suedia aveau să se confrunte din nou; de data aceasta în semifinală, iar Rusia și-a luat revanșa cu o victorie cu 24-21 în fața a 650 de spectatori. În cealaltă semifinală, gazdele au învins Iugoslavia cu 27-23, în fața a 7.500 de spectatori care au umplut arena din Sevilla pentru a vedea cum gazdele au fost învinse la un singur gol, în ciuda eforturilor lui Talant Dujshebaev, un jucător de la linia de 9 metri în Kârgâzstan, care jucase pentru Rusia în 1994, dar care acum a evoluat pentru Spania. Republica Federală Iugoslavia a participat pentru prima dată și a terminat pe locul al treilea.
În 1998, campionatul a avut loc în Italia, a cărei participare la Campionatul Mondial din 1997 a fost prima (și până în prezent, singura) la cel mai înalt nivel al handbalului internațional. Spania a parcurs neînvinsă primele șase meciuri ale turneului, în timp ce adversarii săi, Suedia, au câștigat primele patru meciuri înainte de a deveni prima echipă care a pierdut în fața gazdelor, Italia. Cu toate acestea, în finală, Suedia a fost prea puternică și s-a impus cu 25-23, după ce a condus cu 15-9 la pauză, în fața a 6.100 de spectatori la Bolzano.
2000
Doi ani mai târziu, campionatul a fost organizat în orașele croate Zagreb și Rijeka. Până atunci, campionatul fusese mutat înapoi în ianuarie, în mijlocul sezonului european de handbal. Campionatul a acționat ca un turneu de calificare pentru Jocurile Olimpice, iar gazda Croația, care câștigase Jocurile Olimpice din 1996, trebuia să termine în primele cinci locuri pentru a se califica. În faza grupelor, Croația a pierdut în fața Spaniei și a remizat cu Franța, ceea ce a dus-o la un baraj pentru locul cinci cu vecinii din Slovenia. 10.000 de spectatori au asistat la victoria Sloveniei la un gol diferență și la calificarea la Jocurile de la Sydney. Cele două echipe care câștigaseră anterior Campionatul European, Suedia și Rusia, s-au calificat în finală - Suedia câștigase meciul din faza grupelor cu 28-25, dar Rusia a luat un avans de șase goluri la pauză. Suedia a revenit și a egalat la pauză, iar două reprize de prelungiri de 10 minute au fost necesare înainte ca Suedia să câștige cu 32-31[5], după ce Magnus Wislander a marcat golul decisiv.
Suedia, triplă campioană, a fost următoarea țară care a găzduit Campionatul European, în 2002. Acesta a fost primul turneu cu 16 echipe, o extindere de la 12 în cele patru ediții anterioare. Suedezii au câștigat primele șapte meciuri și se calificaseră deja în semifinale când au pierdut cu 26-27 în fața Danemarcei, după ce au condus cu 17-11 la pauză. În cealaltă grupă a turului principal, Islanda a devenit a treia echipă nordică calificată după ce a învins Germania în ultimul meci, dar atât Danemarca, cât și Islanda au fost învinse categoric în semifinale - Danemarca a pierdut cu 23-28 în fața Germaniei, în timp ce Suedia a învins Islanda la 11 goluri diferență. Suedia s-a calificat astfel în a patra finală din cinci încercări și, în fața a 14.300 de spectatori la Stockholm Globe, a revenit de la un deficit de un gol, când Staffan Olsson a egalat cu cinci secunde înainte de final. Suedia își înlocuise portarul, iar Florian Kehrmann a replicat cu un gol în poarta goală, dar acesta a fost anulat deoarece arbitrii nu începuseră jocul după golul suedez. În prelungiri, Suedia a rezistat și a putut sărbători al patrulea titlu.
Șirul de trei campionate succesive ale Suediei a fost întrerupt în Slovenia, în 2004, când Germania a câștigat, deși nu era prezentată ca o candidată la medalii de către agenția de presă Deutsche Presse Agentur. Germania a suferit o înfrângere timpurie în fața Serbiei și Muntenegrului, și s-a calificat în turul principal ca a treia și ultima echipă din grupa sa, după ce a remizat și cu Franța. Cu toate acestea, deoarece favoritele s-au învins reciproc în grupa Germaniei din turul principal, Germania s-a calificat în semifinale pe primul loc din grupa de șase echipe. În cealaltă grupă, Croația, care a câștigat cealaltă grupă, nu pierduse niciunul dintre primele șapte meciuri, în timp ce Danemarca avea, de asemenea, patru victorii consecutive.
În semifinală, Croația a înfruntat gazda Slovenia, iar în confruntarea dintre cei doi vecini din Balcani au fost luate măsuri de securitate sporite. 7.000 de spectatori din Sala Tivoli au văzut că gazdele au devenit prima echipă care a învins Croația în acest turneu, în ciuda celor 12 goluri marcate de extrema dreaptă croată Mirza Džomba, care era considerat cel mai bun handbalist din lume la acea vreme.  Danemarca, care ajunsese în a doua semifinală consecutivă, a trebuit din nou să se retragă în această fază, deoarece a pierdut cu 20-22 în fața Germaniei, în ceea ce a fost descrisă ca fiind o "victorie muncită." Germania a câștigat finala mai convingător; un avantaj de 16-10 la pauză nu a fost niciodată irosit, deoarece Slovenia s-a apropiat la doar trei goluri în a doua repriză, iar în cele din urmă a pierdut cu 25-30.
Turneul din 2006 s-a desfășurat în Elveția, în orașele Basel, Berna, Lucerna, St Gallen și Zürich. Franța a câștigat turneul, trecând cu o singură înfrângere - o înfrângere cu 26-29 în fața Spaniei în runda preliminară (unde Franța a fost condusă cu opt goluri la pauză). Germania, campioana în exercițiu, se afla, de asemenea, în această grupă preliminară și, de data aceasta, obținerea unui punct în faza grupelor nu ar fi fost suficientă pentru Germania. În ciuda faptului că a câștigat toate cele trei meciuri din runda principală, la fel au făcut și Franța și Spania, iar aceste două echipe s-au calificat în semifinale din Grupa I. Din cealaltă grupă, Croația s-a calificat pe primul loc după o victorie cu 34-30 în fața Serbiei și Muntenegrului în ultimul meci. În aceeași seară, Danemarca a învins Rusia și s-a calificat pentru a treia semifinală consecutivă, la un punct în spatele Croației. Cu toate acestea, ambele echipe din Grupa a II-a au fost învinse de cele din Grupa I, ceea ce a făcut ca Franța și Spania să se întâlnească din nou în finală. În meciul pentru locul al treilea, Croația a pierdut în mod surprinzător în fața Danemarcei, în timp ce în finală Franța s-a impus cu opt goluri și a câștigat primul său Campionat European.
Norvegia a fost țara gazdă a turneului din 2008. Meciurile s-au disputat la Bergen, Drammen, Lillehammer, Stavanger și Trondheim. Croația, Norvegia, Ungaria și Franța au câștigat grupele preliminare, dar două dintre echipe nu au reușit să își folosească avantajul; Norvegia a remizat cu Polonia și a pierdut în fața Sloveniei, fiind nevoită să învingă Croația în ultimul meci din faza grupelor. În schimb, Ivano Balić a marcat golul de 23-22 cu douăzeci de secunde înainte de final, și doar o egalare târzie a oferit Norvegiei locul al treilea în grupă. Ungaria, Spania și Germania s-au calificat cu două puncte în grupa C, iar Germania și-a asigurat calificarea cu o victorie la două goluri în fața Suediei, într-un meci în care o remiză ar fi fost suficientă pentru suedezi. În prima semifinală, Croația a jucat cu Franța într-un meci dominat de o apărare puternică a ambelor echipe, croații reușind de două ori să aibă un avantaj de trei goluri, pentru ca apoi Franța să revină în forță. Portarul croat Mirko Alilović a salvat o aruncare a lui Nikola Karabatic cu șase secunde înainte de final, Croația câștigând cu 24-23. Danemarca a revenit de la 7-12 și a învins Germania, în ciuda faptului că germanii au egalat în ultimul minut, Lars Christiansen marcând o lovitură de pedeapsă cu trei secunde înainte de final. Croația a început bine finala, marcând primele patru goluri, dar cu opt parade în plus ale portarului danez, Kasper Hvidt, Danemarca s-a impus cu 24-20 și a cucerit primul său trofeu major.

## Clasament
| Turneu | 1st | 2nd | 3rd | 4th | Turneu | 1st | 2nd | 3rd | 4th | Turneu | 1st | 2nd | 3rd | 4th |

| 2030 |           |           |           |           | 2032 |           |           |           |          | 2034 |          |          |           |          |
| 2024 | Franța    | Danemarca | Suedia    | Germania  | 2026 |           |           |           |          | 2028 |          |          |           |          |
| 2018 | Spania    | Suedia    | Franța    | Danemarca | 2020 | Spania    | Croația   | Norvegia  | Slovenia | 2022 | Suedia   | Spania   | Danemarca | Franța   |
| 2012 | Danemarca | Serbia    | Croația   | Spania    | 2014 | Franța    | Danemarca | Spania    | Croația  | 2016 | Germania | Spania   | Croația   | Norvegia |
| 2006 | Franța    | Spania    | Danemarca | Croația   | 2008 | Danemarca | Croația   | Franța    | Germania | 2010 | Franța   | Croația  | Islanda   | Polonia  |
| 2000 | Suedia    | Rusia     | Spania    | Franța    | 2002 | Suedia    | Germania  | Danemarca | Islanda  | 2004 | Germania | Slovenia | Danemarca | Croația  |
| 1994 | Suedia    | Rusia     | Croația   | Danemarca | 1996 | Rusia     | Spania    | Serbia    | Suedia   | 1998 | Suedia   | Spania   | Germania  | Rusia    |

## Top Medalii
| Locul | Naționala |   |   |   | Locul 4 |   |
| ----- | --------- | - | - | - | ------- | - |
| 1     | Suedia    | 5 | 1 | 1 | 1       | 7 |
| 2     | Franța    | 4 | - | 2 | 2       | 6 |
| 3     | Spania    | 2 | 5 | 2 | 1       | 9 |
| 4     | Danemarca | 2 | 2 | 4 | 2       | 8 |
| 5     | Germania  | 2 | 1 | 1 | 2       | 4 |
| 6     | Rusia     | 1 | 2 | - | 1       | 3 |
| 7     | Croația   | - | 3 | 3 | 3       | 6 |
| 8     | Serbia    | - | 1 | 1 | -       | 2 |
| 9     | Slovenia  | - | 1 | - | 1       | 1 |
| 10    | Islanda   | - | - | 1 | 1       | 1 |
| 11    | Norvegia  | - | - | 1 | 1       | 1 |
| 12    | Polonia   | - | - | - | 1       | - |

## Finale
| Mare | Campioană | Scor | Finalistă | Mică | Locul 3 | Scor | Locul 4 |
| ---- | --------- | ---- | --------- | ---- | ------- | ---- | ------- |

| 2026 |           |         |           | 2026 |           |         |           |
| 2024 | Franța    | 33 - 31 | Danemarca | 2024 | Suedia    | 34 - 31 | Germania  |
| 2022 | Suedia    | 27 - 26 | Spania    | 2022 | Danemarca | 35 - 32 | Franța    |
| 2020 | Spania    | 22 - 20 | Croația   | 2020 | Norvegia  | 28 - 20 | Slovenia  |
| 2018 | Spania    | 29 - 23 | Suedia    | 2018 | Franța    | 32 - 29 | Danemarca |
| 2016 | Germania  | 24 - 17 | Spania    | 2016 | Croația   | 31 - 24 | Norvegia  |
| 2014 | Franța    | 41 - 32 | Danemarca | 2014 | Spania    | 29 - 28 | Croația   |
| 2012 | Danemarca | 21 - 19 | Serbia    | 2012 | Croația   | 31 - 27 | Spania    |
| 2010 | Franța    | 25 - 21 | Croația   | 2010 | Islanda   | 29 - 26 | Polonia   |
| 2008 | Danemarca | 24 - 20 | Croația   | 2008 | Franța    | 36 - 26 | Germania  |
| 2006 | Franța    | 31 - 23 | Spania    | 2006 | Danemarca | 32 - 27 | Croația   |
| 2004 | Germania  | 30 - 25 | Slovenia  | 2004 | Danemarca | 31 - 27 | Croația   |
| 2002 | Suedia    | 33 - 31 | Germania  | 2002 | Danemarca | 29 - 22 | Islanda   |
| 2000 | Suedia    | 32 - 31 | Rusia     | 2000 | Spania    | 24 - 23 | Franța    |
| 1998 | Suedia    | 25 - 23 | Spania    | 1998 | Germania  | 30 - 28 | Rusia     |
| 1996 | Rusia     | 23 - 22 | Spania    | 1996 | Serbia    | 26 - 25 | Suedia    |
| 1994 | Suedia    | 34 - 21 | Rusia     | 1994 | Croația   | 24 - 23 | Danemarca |

## Țară gazdă
| Țări     | De câte ori | Turnee           | Țări      | De câte ori | Turnee           | Țări       | De câte ori | Turnee     |
| -------- | ----------- | ---------------- | --------- | ----------- | ---------------- | ---------- | ----------- | ---------- |
| Suedia   | 3           | 2002, 2020, 2026 | Norvegia  | 3           | 2008, 2020, 2026 | Portugalia | 2           | 1994, 2028 |
| Spania   | 2           | 1996, 2028       | Croația   | 2           | 2000, 2018       | Elveția    | 2           | 2006, 2028 |
| Austria  | 2           | 2010, 2020       | Danemarca | 2           | 2014, 2026       | Italia     | 1           | 1998       |
| Slovenia | 1           | 2004             | Serbia    | 1           | 2012             | Polonia    | 1           | 2016       |
| Ungaria  | 1           | 2022             | Slovacia  | 1           | 2022             | Germania   | 1           | 2024       |

## Rezumat

### Istoria participărilor
Inscripție
- 1 – Campioni
- 2 – Finaliști
- 3 – Locul 3
- 4 – Locul 4
- 5 – Locul 5
- 6 – Locul 6
- 7 – Locul 7
- 8 – Locul 8
- 9 – Locul 9
- 10 – Locul 10
- 11 – Locul 11
- 12 – Locul 12
- EP – Runda principală
- EG – Etapa grupelor
- C — Calificat mai departe în turneu
- ••  — Calificat dar s-a retras
- •  — Nu s-a calificat
- ×  — Nu a intrat / S-a retras din Campionatul European / Oprit
- — Gazdele

Pentru fiecare turneu, sunt prezentate numărul de echipe din fiecare turneu final (între paranteze).
| Echipa            | 1994 (12)                      | 1996 (12)                      | 1998 (12)                      | 2000 (12)                      | 2002 (16)                      | 2004 (16)                      | 2006 (16)                      | 2008 (16) | 2010 (16) | 2012 (16) | 2014 (16) | 2016 (16) | Anii |
| ----------------- | ------------------------------ | ------------------------------ | ------------------------------ | ------------------------------ | ------------------------------ | ------------------------------ | ------------------------------ | --------- | --------- | --------- | --------- | --------- | ---- |
| Austria           | •                              | •                              | •                              | •                              | •                              | •                              | •                              | •         | 9         | •         | 11        |           | 2    |
| Belarus           | 8                              | •                              | •                              | •                              | •                              | •                              | •                              | 15        | •         | •         | 12        |           | 3    |
| Croația           | 3                              | 5                              | 8                              | 6                              | 16th                           | 4                              | 4                              | 2         | 2         | 3         | 4         |           | 11   |
| Cehia             | •                              | 6                              | 10                             | •                              | 8                              | 11                             | •                              | 13        | 8         | 14        | 15        |           | 8    |
| Danemarca         | 4                              | 12                             | •                              | 10                             | 3                              | 3                              | 3                              | 1         | 5         | 1         | 2         |           | 10   |
| Franța            | 6                              | 7                              | 7                              | 4                              | 6                              | 6                              | 1                              | 3         | 1         | 11        | 1         | Q         | 12   |
| Germania          | 9                              | 8                              | 3                              | 9                              | 2                              | 1                              | 5                              | 4         | 10        | 7         | •         |           | 10   |
| Ungaria           | 7                              | 10                             | 6                              | •                              | •                              | 9                              | 13                             | 8         | 14        | 8         | 8         |           | 9    |
| Islanda           | •                              | •                              | •                              | 11                             | 4                              | 13                             | 7                              | 11        | 3         | 10        | 5         |           | 8    |
| Israel            | •                              | •                              | •                              | •                              | 14                             | •                              | •                              | •         | •         | •         | •         |           | 1    |
| Italia            | •                              | •                              | 11                             | •                              | •                              | •                              | •                              | •         | •         | •         | •         |           | 1    |
| Lituania          | •                              | •                              | 9                              | •                              | •                              | •                              | •                              | •         | •         | •         | •         |           | 1    |
| Macedonia de Nord | •                              | •                              | 12                             | •                              | •                              | •                              | •                              | •         | •         | 5         | 10        |           | 3    |
| Muntenegru        | Parte din Serbia și Muntenegru | Parte din Serbia și Muntenegru | Parte din Serbia și Muntenegru | Parte din Serbia și Muntenegru | Parte din Serbia și Muntenegru | Parte din Serbia și Muntenegru | Parte din Serbia și Muntenegru | 12        | •         | •         | 16        |           | 2    |
| Norvegia          | •                              | •                              | •                              | 8                              | •                              | •                              | 11                             | 6         | 7         | 13        | 14        |           | 6    |
| Polonia           | •                              | •                              | •                              | •                              | 15                             | 16                             | 10                             | 7         | 4         | 9         | 6         | Q         | 8    |
| Portugalia        | 12                             | •                              | •                              | 7                              | 9                              | 14                             | 15                             | •         | •         | •         | •         |           | 5    |
| România           | 11                             | 9                              | •                              | •                              | •                              | •                              | •                              | •         | •         | •         | •         |           | 2    |
| Rusia             | 2                              | 1                              | 4                              | 2                              | 5                              | 5                              | 6                              | 14        | 12        | 15        | 9         |           | 11   |
| Serbia 1 2        | Parte din Serbia și Muntenegru | Parte din Serbia și Muntenegru | Parte din Serbia și Muntenegru | Parte din Serbia și Muntenegru | Parte din Serbia și Muntenegru | Parte din Serbia și Muntenegru | Parte din Serbia și Muntenegru | •         | 13        | 2         | 13        |           | 8    |
| Slovacia          | •                              | •                              | •                              | •                              | •                              | •                              | 16                             | 16        | •         | 16        | •         |           | 3    |
| Slovenia          | 10                             | 11                             | •                              | 5                              | 12                             | 2                              | 8                              | 10        | 11        | 6         | •         |           | 9    |
| Spania            | 5                              | 2                              | 2                              | 3                              | 7                              | 10                             | 2                              | 9         | 6         | 4         | 3         |           | 11   |
| Suedia            | 1                              | 4                              | 1                              | 1                              | 1                              | 7                              | •                              | 5         | 15        | 12        | 7         |           | 10   |
| Elveția           | •                              | •                              | •                              | •                              | 13                             | 12                             | 14                             | •         | •         | •         | •         |           | 3    |
| Ucraina           | •                              | •                              | •                              | 12                             | 11                             | 15                             | 12                             | •         | 16        | •         | •         |           | 5    |

1: Include 2 meciuri ca  Serbia și Muntenegru
2: Include rezultatele reprezentând  Iugoslavia până în 2003, și Serbia și Muntenegru până în 2006

### Statistici Generale
| Echipa               | J  | V  | E | Î  | GD  | GP  | Dif |
| -------------------- | -- | -- | - | -- | --- | --- | --- |
| Suedia               | 43 | 35 | 0 | 8  | 524 | 447 | +77 |
| Rusia                | 42 | 30 | 4 | 8  | 523 | 456 | +67 |
| Spania               | 40 | 25 | 2 | 13 | 502 | 438 | +64 |
| Germania             | 41 | 20 | 6 | 15 | 443 | 426 | +17 |
| Croația              | 36 | 17 | 4 | 15 | 464 | 461 | +3  |
| Franța               | 32 | 14 | 5 | 13 | 442 | 442 | 0   |
| Danemarca            | 35 | 17 | 2 | 16 | 282 | 310 | −28 |
| Iugoslavia           | 27 | 14 | 2 | 10 | 323 | 307 | +16 |
| Serbia și Muntenegru | 27 | 14 | 2 | 10 | 323 | 307 | +16 |
| Serbia               | 11 | 4  | 3 | 4  | 259 | 252 | +7  |
| Ungaria              | 24 | 9  | 2 | 12 | 417 | 443 | −26 |
| Cehia                | 25 | 8  | 1 | 16 | 320 | 322 | −2  |
| Portugalia           | 22 | 6  | 1 | 15 | 117 | 154 | −37 |
| Slovenia             | 33 | 10 | 4 | 19 | 232 | 278 | −46 |
| România              | 12 | 4  | 0 | 8  | 296 | 317 | −21 |
| Islanda              | 17 | 4  | 3 | 10 | 1   | 4   | −3  |
| Belarus              | 6  | 2  | 0 | 4  | 154 | 167 | −13 |
| Lituania             | 6  | 2  | 1 | 3  | 138 | 151 | −13 |
| Italia               | 6  | 2  | 0 | 4  | 133 | 148 | −15 |
| Ucraina              | 16 | 2  | 1 | 13 | 1   | 3   | −2  |
| Norvegia             | 6  | 1  | 1 | 4  | 8   | 17  | −9  |
| Macedonia de Nord    | 13 | 4  | 2 | 7  | 315 | 349 | −34 |
| Elveția              | 9  | 1  | 1 | 7  | 1   | 5   | −4  |
| Polonia              | 6  | 0  | 0 | 6  | 1   | 5   | −4  |
| Israel               | 3  | 0  | 0 | 3  | 1   | 4   | −3  |

Last updated: 29 decembrie 2014.